# 옛날의 캐나다인들
옛날의 캐나다인들(Les Anciens Canadiens)은 필리프 오베르 드 가스페가 1863년에 쓴 소설이다. 그 아들인 필리프 이냐스 프랑수아 오브레 드 가스페가 쓴 책의 영향(L'Influence d'un livre)과 함께 퀘벡의 첫 소설 작품이다. 큰 성공을 거둔 작품이며 이후로 삼십 차례가 넘게 재판되었다.

## 줄거리
배경은 영국군에게 함락되기 직전의 누벨프랑스. 주인공은 두 젊은 남자로, 생장포르졸리 영주 아들 쥘 다베르빌(Jules d'Haberville)과, 쥘 가족에게 입양온 스코틀랜드 고아 아르시발드 카메롱 드 로셰이유(약칭 아르셰)이다. 같은 가족에서 자라나고 같이 퀘벡 신학원을 다녔지만, 이 배다른 형제들은 7년전쟁이 닥치자 서로 반목하게 된다.